# El Ocote, Guadalupe y Calvo
El Ocote är en ort i Mexiko.   Den ligger i kommunen Guadalupe y Calvo och delstaten Chihuahua, i den nordvästra delen av landet, 1 100 km nordväst om huvudstaden Mexico City. El Ocote ligger 2 718 meter över havet och antalet invånare är 173.
Terrängen runt El Ocote är huvudsakligen lite kuperad. El Ocote ligger uppe på en höjd. Runt El Ocote är det mycket glesbefolkat, med 6 invånare per kvadratkilometer. Närmaste större samhälle är Las Yerbitas Aserradero, 1,6 km nordost om El Ocote. I omgivningarna runt El Ocote växer huvudsakligen savannskog.